# Katja Raganelli

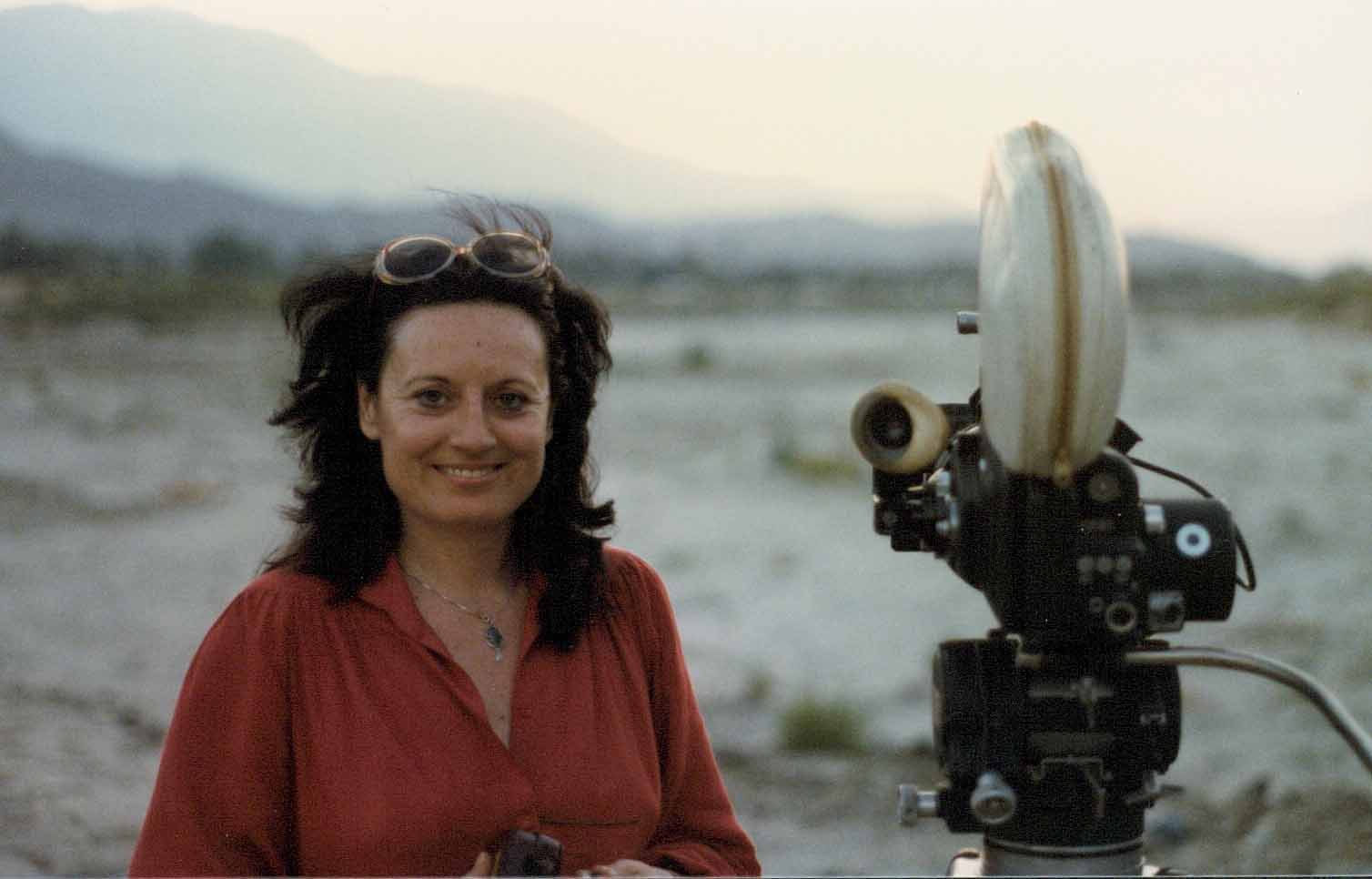
Katja Raganelli 1992 bei Dreharbeiten

Katja Raganelli (* 28. November 1939 in Split) ist eine deutsche Regisseurin, Drehbuchautorin und Produzentin.

## Werdegang
Katja Raganelli ist die einzige Tochter des kroatischen Bauingenieurs Rino Raganelli. 1958 absolvierte sie am Realgymnasium  Vladimir Nazor in Split das Abitur und erhielt gleichzeitig ein Klavierlehrerin-Diplom der Musikschule Split. Während der Schulzeit war sie von 1952 bis 1954 fest im Ensemble des Jugendtheaters im Nationaltheater von Split und spielte verschiedene Bühnenrollen.
Nach dem Abitur studierte sie von 1959 bis 1964 an der Universität in Belgrad Literaturwissenschaften und Philosophie und parallel dazu Dramaturgie und Theaterregie an der Belgrader Theater-Akademie. Während ihres Studiums schrieb sie zehn Hörspiele, die von Belgrader Radiostationen gesendet wurden.
Nach der Übersiedlung nach Deutschland 1964 wurde Raganelli 1967 in den A-Kurs der neugeschaffenen Hochschule für Fernsehen und Film München aufgenommen und schloss das Studium 1971 ab.
Zusammen mit dem Kameramann Konrad Wickler gründete sie 1976 in München die Diorama Film GmbH, um Kulturdokumentationen zu produzieren. Zu den wichtigsten Themen von Katja Raganelli gehören Frauen hinter der Kamera, und es entstanden Dokumentationen über die  Stummfilm-Regisseurinnen Dorothy Arzner, Margery Wilson und Lois Weber, Silhouetten-Filmpionierin Lotte Reiniger, wie auch über zeitgenössische Frauen hinter der Kamera, wie Agnès Varda, Liliane de Kermandec, Margarethe von Trotta, Valie Export, Mészáros Márta, Joan Micklin Silver, Joan Tewkesbury, Joan Darling, Martha Coolidge, Viveca Lindfors, Barbara Loden, Anja Breien und Mai Zetterling.
Von September bis Dezember 2019 zeigte das Filmmuseum München die Filmreihe "Katja Raganelli: 14 Filmemacherinnen..."

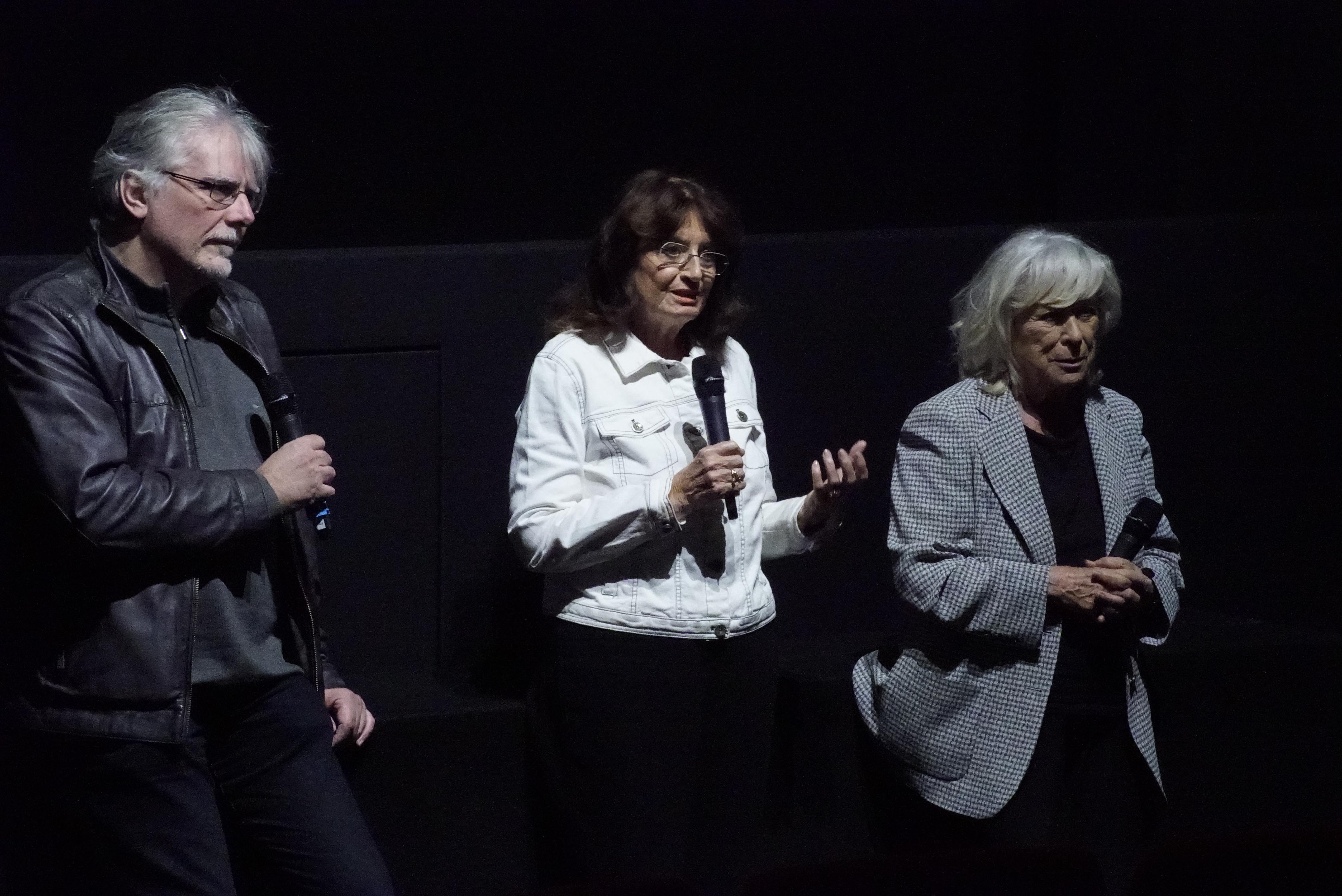
Katja Raganelli (Mitte) mit Margarethe von Trotta und Stefan Drößler, Leiter des Filmmuseums München, 2019

Katja Raganelli war zweimal verheiratet, zunächst mit dem Juristen Peter Tscheuschner von 1963 bis 1983, dann mit dem Kameramann Konrad Wickler, der 2011 verstarb. Katja Raganelli lebt in München und Split.

## Filmografie
- 1969 Die Entscheidung  (Kurzfilm mit Enno Patalas)
- 1970 Die Flucht (Spielfilm)
- 1971 El Cigarron  (Abschlussfilm)
- 1974 Die Schlossküche (Reihe: A la carte  BR)
- 1975 Golubic, einmal im Jahr (Reihe: A la carte  BR)
- 1976 Annot – Portrait einer Malerin und Pazifistin
- 1977 Die Frauen sind auf natürliche Art schöpferisch – Agnès Varda
- 1978 Die Frauen müssen zweimal geboren werden – Liliane de Kermadec
- 1978 Die Liebe ist ein Mythos – Delpine Seyrig
- 1979 Márta Mészáros – Portrait einer ungarischen Filmregisseurin
- 1979 Margarethe von Trotta – Portrait einer Filmregisseurin
- 1979 Winter-Frühling-Sommer-Herbst  (Reihe: A la carte  BR)
- 1981 Valie Export – Portrait einer Filmregisseurin
- 1981 Unsichtbare Frauen – Filmemacherinnen in Hollywood
- 1981 Abschied vom Winter  (Reihe: A la carte  BR)
- 1982 New York – Babylon der Küchen  (Reihe: A la carte  BR)
- 1982 Vielleicht bin ich ein Zauberer – Portrait des Schauspielers Peter Lühr
- 1982 Wege zu Lear
- 1983 Johan Micklin Silver-Begegnung mit der New Yorker Filmregisseurin
- 1983 Leierkasten ist meine Freiheit – Helga Leiendecker verwirklicht ihren Traum
- 1984 Bilder aus Westfalen  (Reihe: A la carte  BR)
- 1984 Smetana – Mein Vaterland
- 1984 Nicht Mann, nicht Frau, nur Rabe
- 1984 Those beautiful Queens – Unterwegs mit Ragtime und Blues
- 1985 Sehnsucht nach Frauen – Dorothy Arzner
- 1985 New Orleans – Unterwegs mit Jazz und Gospel
- 1985 Fotografinnen – Begegnungen mit Karin Székessy, Cindy Sherman, Roswitha Hecke, Charlotte March, Regina Relang
- 1986 Vom Mythos Liebe – Sigfrit Steiner – Portrait eines Schauspielers
- 1987 Ich möchte gerne strahlenförmig leben – Anja Breien, Filmregisseurin in Norwegen
- 1987 Die Magier des Spiels – Leinwandhelden, ihre Wünsche, Träume und Erfolge
- 1987 Die Kraft der Frauen steckt in ihrer Phantasie – Hans W. Geissendörfer und seine Filme
- 1988 Alle beneiden und um unsere Mutter… Töchter und ihre Mütter am Beispiel von Mirjam Pressler
- 1989 Aus unseren Ateliers „Das Pfarrhaus“
- 1989 Ich bin Wanda – Portrait der Schauspielerin und Regisseurin Barbara Loden
- 1989 Vielleicht bin ich wirklich eine Zauberin – Filmregisseurin Mai Zetterling und ihre Filme
- 1990 Mehr als nur Spiele – Die Kids und ihr Computer
- 1990 Hallentheater in München – Geht es weiter
- 1990 Landestheater in Coburg – Ein Sprungbrett für junge Talente
- 1990 Freie Tanzszene in München
- 1991 Jean – Luc Godard
- 1993 Die Frauen in Ingmar Bergmans Filmen (Dokumentation)
- 1996 Margery Wilson – Braunauge erinnert an die Anfänge der Filmkunst
- 1996 Alice Guy Blaché – Hommage an die erste Filmemacherin der Welt
- 1997 Lotte Reiniger – Hommage an die Erfinderin des Silhouetten Films